# 节毛橐吾
节毛橐吾（学名：Ligularia ruficoma）为菊科橐吾属的植物。分布于中国大陆的云南等地，生长于海拔3,500米至3,600米的地区，常生于山坡，目前尚未由人工引种栽培。

## 异名
- Senecio ruficoma Franch.